# Відлига

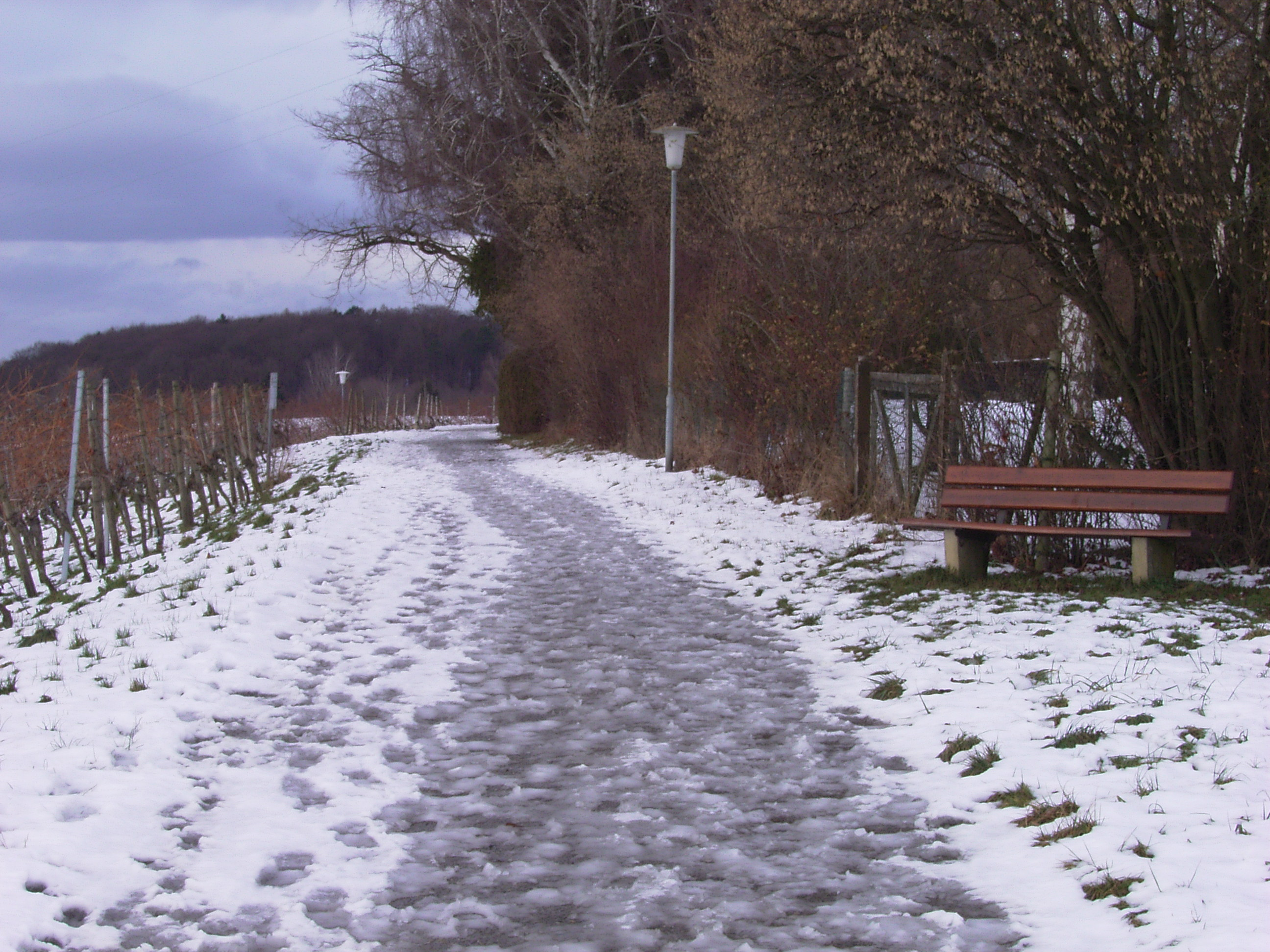
Відлига

Відли́га — підвищення температури повітря взимку або навесні до додатних значень після тривалої від'ємної температури в помірних або високих широтах Землі. Зумовлює часткове або повне танення снігового покриву. Виникає під час надходження теплих повітряних мас з інших районів планети. Зазвичай супроводжується туманами,  — похмурою погодою. Якщо відлига змінюється зниженою температурою, виникає ожеледь.

## Відлиги в Україні
Відлиги в Україні є типовим явищем для зимового періоду. Днем з відлигою вважають день, коли на фоні сталої від'ємної температури повітря напередодні температура повітря цього стає вищою від 0 ºС. Відлиги поділяють на адвективні, радіаційні та радіаційно-адвективні.
Специфікою Українського регіону є те, що близько 80 % відлиг тут мають адвективне походження. Вони зумовлені процесами, що характеризуються наявністю стійких деформаційних баричних полів з меридіонально орієнтованою глибокою улоговиною над східною Європою або широтними потоками повітря з Атлантики. Чинником виникнення саме адвективних відлиг є стійка взаємодія з північноатлантичними повітряними масами. Однак певний вплив на місцеві відлиги мають також Чорне і Середземне моря, оскільки інтенсивні адвективні відлиги відбуваються під час переміщення південно-західних і південних циклонів із Середземного та Чорного морів, посилення яких зазвичай відбувається безпосередньо над Україною і супроводжується різкою зміною погоди. Часто відлиги настають також під час переміщення циклонів із заходу до північних або центральних районів східної Європи. Улоговини цих циклонів, спрямовані далеко на південь, переміщуються через територію України. При цьому відлига припиняється за холодним фронтом після вторгнення відрогів або антициклону з північного заходу чи північного сходу.
У денні години за ясної погоди або хмарності верхнього ярусу може відбуватися радіаційна відлига. Якщо після адвективної відлиги настає погода з проясненням, то таку відлигу називають змішаною.
Під час відлиги на території України відбувається часткове (інколи повне) розставання снігового покриву. Саме через це, а також внаслідок інших чинників, може виникати ожеледь, тривалість якої коливається від декількох годин до 10 днів і більше. Ожеледдю називають суцільний шар льоду, що утворюється на гілках дерев, телефонних і електропроводах, а також на поверхні землі при температурі від 0 °С до -З °С.

### Сезонні прояви відлиги в Україні
Відлиги зумовлює нестійкість погоди зимового сезону. Найчастіше (до 40 % загальної кількості днів) вони відбуваються в грудні. У січні на значній частині території простежується найменше число днів (9—14) з відлигою, у лютому повторюваність їх знову збільшується.
Зимовий прояв відлиг в Україні може характеризуватись як циклічними етапами, так і певними нерівномірними за тривалістю періодами, при цьому все залежить не тільки від параметрів атмосферних потоків, а і від місцевих кліматичних характеристик. Розглядаючи відлиги в контексті зимових погодних явищ в Україні, можна навести дані з енциклопедичних джерел, які свідчать про те, що Українська зима порівняно м'яка, з частими відлигами. Проте інколи бувають хуртовини, ожеледь, тумани, у горах — снігові лавини. На Південному березі Криму тривалого зимового періоду не буває саме через циклічні та тривалі прояви південних відлиг, сніговий покрив не встановлюється, хоча сніг випадає щороку. Сніг протягом зими декілька разів сходить і випадає знову. Зима приходить з північного сходу і найпізніше досягає Кримського півострова. Для неї характерною є значна мінливість погодних процесів: сильні похолодання часто змінюються різкими потепліннями з відлигами; періоди хмарної й теплої погоди з опадами у вигляді мокрого снігу і дощу змінюються безхмарною погодою.
Характер атмосферної циркуляції над Україною визначається частою зміною циклонів і антициклонів. Циклони надходять на територію України протягом року з заходу, північного і південного заходу, півдня. Відлиги (8—10 днів протягом зими) охоплюють більшу частину території, іноді всю країну, що спричиняється перенесенням теплих повітряних мас з Атлантики. З їх приходом взимку настає потепління, відлига або снігопад. Вторгнення континентальних повітряних мас з Азії (антициклони) зумовлюють взимку різкі похолодання. На Південному березі Криму погода взимку визначається впливом помірних повітряних мас, тому опади тут бувають в основному взимку і у вигляді снігу, але стійкий сніговий покрив не утворюється.
Найчастіше відлиги бувають на півдні, а також у західних районах. У Степу, південніше від лінії Любашівка — Кривий Ріг — Запоріжжя — Маріуполь, число днів з відлигою становить 50 — 60, а на північний схід зменшується до 30. Хід ізоліній відлиг узгоджується з положенням ізотерм середньої температури повітря, що у зимовий час спрямовані з північного заходу на південний схід. У текстовій інформації Національного Атласу України зазначено, що близько 40 % відлиг в Україні припадає на грудень. Тобто у відсотковому значенні в грудні відлиги є найтиповішими. У січні спостерігається найменша кількість днів з відлигою — від 9 до 14. При цьому найякісніший перепад температур спостерігається саме в цьому місяці, коли достатньо низькі температурні показники в мінімальні строки змінюються вищими за 0 ºС. Для січня дуже характерні адвективні відлиги. Однак в лютому відлиги бувають адвентивними та радіаційними. Радіаційні відлиги в цей період трапляються через характерне збільшення кількості сонячного випромінювання в останні дні місяця. Також впродовж другої половини лютого і на початку березня спостерігаються помірні відлиги змішаного типу, коли вночі позначки температури сягають мінусового значення, а вдень піднімаються на декілька градусів вище нуля.
Значимими для процесу відлиги в Україні є також кліматичні чинники, пов'язані з ландшафтами Українського степу. Специфічний комплекс цих чинників впливає насамперед на тривалість відлиги, тут вона сягає 50-60 днів за зимовий період, змінюючись в тривалості до 30 днів на північний схід. Максимальна температура відлиг становить на півдні 20-22 ºС, на заході 14 ºС, а на півночі близько 10 ºС. Весною в окремі роки може спостерігатись незначний сніговий покрив до початку квітня. Саме цей період відзначається тим, що чергування відлиг з відносно нестійкою морозною погодою завершується встановленням теплої погоди. В березні також можна спостерігати групу найвираженіших відлиг.
Відлиги відбуваються щорічно декілька разів протягом зимового сезону. У середньому буває 8-10 періодів з відлигою, але тривалість та інтенсивність їх різна: на півдні і заході вони інтенсивніші і триваліші. Окремі зими можуть відрізнятися між собою не тільки числом відлиг, а й їхньою тривалістю. Середня тривалість однієї відлиги за зиму збільшується від 4 днів на північному сході і 6 на заході до 9 — 10 днів на півдні.

### Періодизація та хронологічні показники для відлиг на території України
На півдні і на Закарпатській низовині можна спостерігати найбільшу тривалість відлиг, яка становить понад 40 днів, на заході — 35, а на північному сході — 20 днів. На півдні і на Закарпатській рівнині найбільша тривалість відлиг становить понад 40 днів, на заході — 35, а на північному сході — 20 днів. Повторюваність таких відлиг 1—2 %, а на півдні і на Закарпатській низовині — до 5 %.
Віковий хід числа днів з відлигою є чергуванням періодів зі значною та малою кількістю відлиг, причому ці коливання мають узгоджений характер на всій території. Виділяються періоди з 1897 до 1908 p. і з 1930 до 1953 p., коли число днів з відлигою було особливо великим. У десятиріччя 1926–1935 pp. та 1963–1972 pp. спостерігався мінімум числа днів з відлигою. Починаючи з 1987 p. число днів з відлигою було вище від норми (за винятком зими 1995 — 96 p.).
На кількість, число днів, тривалість, інтенсивність відлиг впливають синоптичні процеси конкретного року. За характеристикою відлиг зими можна поділити на м'які, теплі з частими відлигами та холодні з малою їх кількістю. Теплі зими спостерігаються під час виходу циклонів Атлантичного або Середземноморського походження, які приносять теплі й вологі повітряні маси. Переважає хмарна погода з опадами у вигляді снігу та дощу, а в окремих випадках з ожеледдю. Вторгнення теплого повітря найчастіше буває у грудні та в першій половині січня. У другій половині зими адвекція теплих повітряних мас спостерігається значно рідше і відрізняється меншою інтенсивністю. Зумовлено це тим, що наприкінці січня та в лютому температура моря істотно знижується і повітряні маси досягають материка з відносно низькою температурою.
Прикладом теплих зим можуть бути: 1898 — 99, 1901 — 02, 1909 — 10, 1913 — 14, 1924 — 25, 1935 — 36, 1947 — 48, 1951 — 52, 1956 — 57, 1960 — 61, 1965 — 66, 1974 — 75,1982 — 83, 1988 — 89, 1989 — 90, 1993 — 94 pp. Число днів з відлигою у ці зими перевищувало 120 % норми. Зими характеризувались порівняно теплою погодою з помірними морозами і деяким надлишком опадів, відсутністю стійкого снігового покриву. Спостерігалось декілька скресань річок та льодоставів, а в деяких випадках навіть повне очищення річок від льоду, на окремих ділянках льодові утворення повністю були відсутні.
У південних районах зимою 1898 — 99, 1901 — 02, 1914 — 15, 1951 — 52, 1965 — 66 pp. середня температура повітря всіх зимових місяців була позитивною. Максимальна температура повітря під час відлиги досягала на півдні 20 — 22ºС, на заході 14 — 16°С, на півночі 10°С. У теплі зими спостерігались значні позитивні відхилення (5 — 8°С) середньої місячної температури повітря від норми. Так, зимою 1951 — 52 p. на півдні і заході тривала вегетація озимини. Після дощів, що пройшли у середині листопада, ґрунт розтанув, вегетація відновилась і припинилась тільки у березні у зв'язку з похолоданням.
У ці зими відмічалось найменше число днів зі сніговим покривом. Проте за кількістю опадів, що випали, вони були досить вологими, а деякі — надмірно вологими, тобто перевищення кількості опадів порівняно з нормою становило 130—180 %, а в південних районах — 200 %. На півночі у 60 — 80 %, а на півдні до 100 % відлиги призвели до повного сходження снігового покриву.
Холодні зими спостерігаються під час частих вторгнень арктичних повітряних мас або винесення континентального повітря з Азії. Такі зими становлять 20 % загального числа зим. Відлиги характеризуються малою тривалістю (1-3 дні) і локальним розподілом. Сніговий покрив стійкий. Кількість опадів нижча за норму, більшість цих зим малосніжна. Так, зимою 1889 — 90, 1895 — 96, 1897 — 98, 1890 — 91, 1908 — 09, 1920 — 21, 1928 — 29, 1941 — 42, 1946 — 47, 1953 — 54, 1963 — 64, 1977 — 78, 1984 — 85, 1986 — 87 pp. число днів з відлигою становило менше 80 % норми. У цей час утримувалась тривала морозна погода. Середня місячна температура повітря у січні-лютому навіть у центральних районах становила −14…-12ºС, а абсолютний мінімум температури повітря знижувався на сході до −42…-37°С, на південному заході до −30…-25°С, а на Південному березі Криму −17…-12°С. Від'ємні відхилення від норми у ці дні дорівнювали 10 — 13°С.
На крайньому північному сході максимальна тривалість відлиги з позитивною температурою протягом доби дорівнює 10 дням, на сході — 15, на заході і в центральних районах — 20 дням. На півдні їх тривалість досягає 30 днів. Під час таких відлиг, найчастіше у грудні, сніговий покрив сходить повністю.

### Вплив відлиги на аграрні ресурси та станґрунту України
Вторгнення арктичних повітряних мас після відлиги створюють несприятливі умови для перезимівлі озимини. Внаслідок відлиг морозостійкість озимини зменшується, під час наступного зниження температури повітря та ґрунту значна кількість рослин гине.
Однією з важливих адаптивних властивостей рослин озимої пшениці, що забезпечує стабільне одержання високих урожаїв зерна, є стійкість проти несприятливих умов ґрунту в період зимової відлиги. В Україні озимі часто зазнають впливу абіотичних факторів відлиги, таких як притерта льодова кірка, випрівання, вимокання, вилягання та зимові посухи.
Календарні строки сівби, при яких формується максимальна стійкість рослин, не завжди збігаються в різні роки із строками, що забезпечують відсутність особливо тривалих відлиг. Дослідження строків сівби культурних рослин в більшості вчених збігаються в тому, що рослини ранніх посівів мають нижчу стійкість через переростання восени і погану структурну якість ґрунту. Крім того, зимові посіви які зазнають значних потеплінь сильніше уражаються шкідниками і грибними хворобами, що природно впливає на погіршення умов рослинності та посівних ґрунтів.
Відлиги можуть спричиняти затоплення частин поля які знаходяться у западинах або лощинах талим снігом та льодом. При цьому виникає вимокання та вилягання стебел рослин. Також при розмоканні ґрунту чисельно збільшується кількість шкідників в межах кореневищ рослин. Після примерзання талих водяних мас утворюється льодяна кірка, що може негативно впливати на стан стебла, а також блокувати ріст молодих пагонів.
До окремої категорії негативних факторів відлиги для агроресурсів можна віднести випрівання і зимові посухи, що виникають при відносно тривалих та теплих періодах наприкінці осені, на початку грудня, а також при аномальних та посушливих періодах у січні (на прикладі січня 2005 та січня 2007 року). Власне стійкість рослин до зимових температур зменшується через негативні фактори впливу відлиги. Майже всі ці чинники погано впливають лише на культурну рослинність та сезонні посіви, однак у характерної для України рослинності луків або степів ці фактори мають опосередковане та локальне значення, а подекуди цілком відсутні.
Для України характерною особливістю температурного режиму ґрунту у зимовий сезон є часте його розмерзання, особливо на півдні. Це зумовлено наявністю тривалих та інтенсивних відлиг а також порівняно невеликою висотою снігового покриву, який за адвекції тепла утримується нетривалий час. У грудні під час відлиги найчастіше температура на поверхні ґрунту коливається від 0,1 до 5°С. У південних районах повторюваність такої температури становить 40 %, температури вище 5°С — 50 %, у центральній частині досягає 60 %, на північному сході — 70 %. У січні та лютому повторюваність температури ґрунту під час відлиг приблизно така ж, як і у грудні. У грудні під час відлиг найчастіше ґрунт розмочений і вологий. На півдні розмерзання та розмочування ґрунту спостерігається у 80 % і лише у 12 % він сухий. У центральній частині розмоченим ґрунт буває у 60 — 70 %, на решті території — 40 — 60 %. Тільки на північному сході та сході у грудні під час відлиги.
Ґрунт у 30 — 40 % вкритий сніговим покривом, на решті території сніговий покрив утримується лише у 10 %. У січні на півдні ґрунт найчастіше розмочений (40 %). У північних і північно-східних районах сніговий покрив під час відлиги зберігається у 50 %, хоча і відбувається його танення. У лютому під час відлиги у південних районах ґрунт у більшості випадків розмочений і вологий, а на півночі у 70 % вкритий снігом, який часто тане.
Певний вплив періодичні розмерзання ґрунту взимку мають і на структурованість ґрунтів у межах сухих степових ландшафтів, наприклад тривале вимокання верхнього шару ґрунту при розставанні снігового покриву, однак сповільнених процесах випаровування.

### Температура повітря під час відлиги
У грудні на південному заході та на Закарпатській низовині максимальна температура повітря під час відлиги може підвищуватися до 15—17 °С, на північному сході — до 9 °С. На Волинській, Подільській, Приазовській, Донецькій височинах максимум температури повітря може сягати 11 — 12°С.
У грудні під час відлиги найчастіше (70 — 85 %) максимум температури повітря перебуває у межах 0,1 — 4,0 °С. У південних районах 25 — 30 % відлиг буває з температурою повітря 4 — 8°С. На крайньому півдні і на Закарпатській низовині приблизно з однаковою повторюваністю (близько 20 %) можуть спостерігатися відлиги з температурою повітря 2-4,4-6 і 6-8 °С.
У січні утримується той же характер розподілу максимальної температури повітря під час відлиги, що і в грудні, але вона приблизно на 1—3 °С нижча.
У крайніх південних районах повторюваність максимальної температури повітря в інтервалах 0,1—2,0 і 2,0—4,0 °С майже однакова і в сумі становить 45 — 55 %, у межах 4 — 6 °С — 15—20 %. У західних районах 75 % відлиг є з максимальною температурою повітря до 4 ºС. На північному сході 95 — 98 % припадає на температуру повітря 0,1- 4,0 °С і тільки 2 — 5 % — на інтервал від 4 до 6°С.
У лютому під час відлиги максимальна температура повітря на крайньому південному заході та на Закарпатській низовині сягає 15 — 18°С, на заході 14 — 16°С, у центральних районах вона становить 10 −11°С. Повторюваність максимальної температури повітря така ж, як і в січні.
Відлига з максимальною температурою повітря понад 3 °С найчастіше триває протягом доби. У північно-східній частині такі відлиги становлять 80 %, на решті території — 70 — 75 %. За максимальної температури повітря нижче від 2 °С відлига протягом усіх годин доби зазвичай не простежується.

### Атмосферні явища та сніговий режим під час відлиг
Відлиги можуть супроводжуватися різними атмосферними явищами. Часто під час відлиги спостерігається випадання дощу та снігу (60 — 80 % за зимовий сезон), у 20 — 40 % відмічається туман, інколи ожеледь (20 %), хуртовина майже не спостерігається (2-6 %). Більшість відлиг буває за умов похмурого неба, повторюваність якого коливається від 75 до 90 % загальної хмарності. За умов ясного неба відлиги можливі лише у 5 — 12 %.
На території України відлиги спостерігаються за будь-якого напряму вітру. Проте найбільша (40 — 60 %) їх повторюваність відмічається за південно-західного і західного напряму вітру, а найменша (до 6 %) — за північно-західного напряму. Відлиги з максимальною температурою повітря вище 8°С у більшості випадків виникають під час вітру південних румбів.
Відлиги істотно впливають на режим снігового покриву. Чим більша повторюваність відлиг, тим менша ймовірність утворення стійкого снігового покриву. Роки з частими і тривалими відлигами характеризуються незначним числом днів із сніговим покривом та його малою висотою, а іноді навіть повною відсутністю снігового покриву. Відлига тривалістю понад 10 днів майже завжди призводить до сходження снігового покриву будь-якої висоти. У зими, коли відлиги спостерігаються рідко, сніговий покрив завжди стійкий.

### Значення відлиги в Україні
Відлига є визнаним атрибутом клімату України, в будь-якій енциклопедії та в будь-якому підручнику з географії України можна прочитати, що зима в Україні порівняно тепла з чергуванням нетривалих морозів і відлиг.
Загалом відлига — цілком прийнятне явище для людини, взимку танення снігового покриву зумовлює появу типових осінніх або весняних краєвидів. При цьому часто зникає льодовий покрив на малих водоймах, погода зумовлює проходження стадій замерзання і скресання річок за менший період часу. Поява відлиг часто спричиняє рясні снігопади та дощі, мокрий сніг, розставання верхньої межі аераційного шару ґрунтового покриву тощо. В останні роки в зв'язку з глобальним потеплінням клімату частота відлиг в Україні та інших країнах зросла. Частіше почала скресати крига на великих річках, рідше почали утворюватись шари криги на морських узбережжях.
Щороку відлиги завдають великої шкоди посівам озимої пшениці. Тривалість стійкого снігового покриву зменшується. Інтенсивні й тривалі відлиги вважають небезпечним явищем. Після низької температури повітря вони негативно впливають на перезимівлю озимих культур, знижують їх загартовування, різко підвищують витрати вуглеводів, спричинюють утворення льодяної кірки, перенасичення водою верхнього горизонту ґрунту, що під час наступного зниження температури повітря може призвести до вимерзання озимини. Як уже було зазначено, інтенсивне танення снігу зумовлює вимокання та випрівання озимини.
Промерзання та розмерзання різних металевих конструкцій і будівельних споруд знижує їхню стійкість, перешкоджає виконанню будівельних робіт, збільшує кількість аварійних ситуацій та помітно впливає на господарство. Під час відлиги стіни будівель підмокають, а з наступним похолоданням на них утворюється льодяна кірка, що призводить до їхнього руйнування. Відлиги перешкоджають рухові гужового і автотранспорту. Іноді під час відлиги скресає лід на річках серед зими та відбуваються паводки. Зимові паводки — це значне підвищення рівня води річки, що утворюється під час відлиги. На відміну від повені, паводки виникають нерегулярно.
Часта зміна періодів відлиги морозами, що є характерним в ході зміни добових температур взимку, знижує опірність організму людини, збільшується кількість застудних захворювань, можуть активізуватись різні хронічні захворювання. За різкого перепаду зимових температур від від'ємних до додатних показників значно загострюється метеочутливість.